# سلاوونیتسه
سلاوونیتسه (به چکی: Slavonice) یک منطقهٔ مسکونی و شهرستان دارای شهرک سابقاً روستا در جمهوری چک است که در ناحیه ییندریخوف هرادتس واقع شده‌است. سلاوونیتسه ۲٬۶۷۱ نفر جمعیت دارد.